# Abraham Cornelius
Abraham Cornelius es un personaje ficticio que aparece en los cómics estadounidenses publicados por Marvel Comics.

## Historial de publicaciones
Fue mencionado por primera vez en el capítulo precuela de ocho páginas de Barry Windsor-Smith de la precuela original de "Weapon X Saga" en Marvel Comics Presents # 72, pero apareció por primera vez en Marvel Comics Presents # 73 (marzo de 1991).

## Biografía ficticia
El Dr. Cornelius, uno de los científicos principales de Arma X, es empleado del misterioso Profesor Andre Thorton y se asoció con una joven Dra. Carol Hines. Algún tiempo después de la Segunda Guerra Mundial, Wolverine es aceptado por el proyecto y a Cornelius se le asigna la tarea de perfeccionar y usar una técnica que uniría la aleación indestructible de adamantium a las células óseas humanas. Este proceso de unión de adamantium fue creado por primera vez por el Señor Oscuro Viento (el padre de Lady Deathstrike), pero solo se pone en uso después de ser perfeccionado por Cornelius cuando logra unir el esqueleto de Logan con adamantium, después de lo cual Logan es adoctrinado en el programa de asesino Arma X.
Años más tarde, el señor del crimen japonés Matsu'o Tsurayaba y sus aliados, incluido el ex científico de Arma X, el Doctor Cornelius, resucitan al súper soldado ruso Omega Rojo. Para estabilizar su poder mutante, Omega Rojo requiere el Carbonadium Synthesizer, un dispositivo que le robó el Equipo X décadas antes. Omega Rojo captura a Wolverine, quien tenía la ubicación del C-Synthesizer enterrada en su memoria, y a varios de los compañeros de Wolverine en los X-Men. Maverick es contratado por el ex-enlace del Equipo X, el Mayor Arthur Barrington para evitar que Omega Rojo obtenga el dispositivo, y rastrea a otro exmiembro del Equipo X, Dientes de Sable, hasta la ubicación de Omega Rojo. Con la ayuda de Maverick, los X-Men pueden derrotar a los villanos. En la confrontación final entre la Mano y Wolverine, Cornelius aparentemente es asesinado por Maverick.
Durante la Muerte de Wolverine, Abraham Cornelius resurge y parece tener cantidades casi ilimitadas de dinero. Está coleccionando a cualquiera que tenga adamantium, y ha puesto un precio tan alto a la cabeza de Logan que ha llevado a casi todos los asesinos y mercenarios a atacar a Wolverine. Wolverine luego rastrea a Abraham Cornelius. Después de derrotar el último experimento del Dr. Cornelius, Wolverine cortó el contenedor de Adamantium antes de que pudiera infectarse con los productos químicos del Dr. Cornelius y Wolverine se cubrió durante el proceso. Antes de que Wolverine muriera por asfixia por el endurecimiento de Adamantium, logró matar a Abraham Cornelius.

## Otras versiones

### Ultimate Marvel
En el Universo Ultimate Marvel, el Doctor Cornelius juega un papel mucho más importante que su homólogo convencional. Apareció por primera vez en el arco de la historia de Ultimate X-Men Return to Weapon-X.
En esta versión, el Doctor Cornelius junto con su benefactor, el coronel John Wraith, encabezan el programa Arma X. Sin embargo, a diferencia de su benefactor, no parece albergar ningún sentimiento anti-mutante, sino que simplemente desea realizar experimentos con mutantes para satisfacer sus propias curiosidades. El programa Arma X está autorizado por S.H.I.E.L.D. durante la Guerra del Golfo y los resultados con la creación de Wolverine, su mayor logro. Después de que Wolverine escapa, Arma X captura a varios otros mutantes para que sean sus reemplazos y finalmente captura a los X-Men también. En su cautiverio, Cornelius aumenta las habilidades naturales de la Bestia además de darle un agudo sentido del olfato. Este procedimiento hace que Bestia se transforme aún más al dejar crecer un pelaje azul en todo su cuerpo y garras en sus manos y pies. Durante la fuga, Wraith dispara a Xavier y Cornelius, ayudado por Bestia, logra salvarlo. Después de que Nick Fury mata a Wraith y S.H.I.E.L.D. apaga el Arma X, se desconoce el paradero de Cornelius. No está confirmado si tiene algo que ver con los agentes rebeldes de Arma X liderados por Tara que cazan a Wolverine por todo Manhattan y participan con el golpe contra el presidente de Estados Unidos.
Más tarde, recluta a la tetrapléjica Lady Deathstrike y le ofrece la oportunidad de vengarse de Tormenta, la persona responsable de su condición actual. Él empalma parte del ADN de Wolverine con el de ella, lo que le da un factor de curación que es dos veces más rápido que el de Wolverine y también une su cuerpo destrozado con adamantium. Sin embargo, el verdadero objetivo de Cornelius es capturar a Wolverine ya que está acompañado por Tormenta en ese momento y usa ese hecho para manipular a Deathstrike. Sin embargo, sus intentos terminan en fracaso con Deathstrike siendo capturada y encarcelada en el Triskelion y su helicóptero explotando. Se presume muerto.
Se reveló que sobrevivió al accidente del helicóptero, pero quedó horriblemente desfigurado. Es responsable del último ataque de Dientes de Sable a Wolverine para obtener una muestra de tejido. El ataque funciona y se muestra que Corenelius planea usar la carne para clonar a un Wolverine más dócil.
Aparte de las cicatrices, la versión de Ultimate Marvel, Doctor Cornelius, se parece al profesor Thorton (el director original del proyecto Arma X en el universo principal).
En Ultimate Origins, se revela que los experimentos de Cornelius en Wolverine crearon el gen mutante, que afirma es cómo sobrevivirá la humanidad.

## En otros medios

### Televisión
- Abraham Cornelius aparece como voz en varios episodios de X-Men (serie 1992): primero en el episodio de la temporada 2 "Repo Man" y más tarde en el estreno en dos partes de la temporada 3 "Out of the Past", que reutiliza imágenes de "Repo Men".
- Abraham Cornelius aparece por primera vez en el episodio de Wolverine y los X-Men "Past Descretions", con la voz de Jim Ward. Cuando se entera de que Wolverine está en el área donde se encuentra el Arma X, Abraham Cornelius se pone en contacto con el profesor Thornton y recibe órdenes de enviar a Sabretooth para atacar a Wolverine. En "Vidas robadas", él y el profesor Thornton hacen que Sabretooth y Maverick secuestran a Christy Nord.

### Película
- En Doctor Strange: The Sorcerer Supreme, el nombre de Abraham Cornelius aparece en un cheque firmado por el Doctor Stephen Strange.
- Abraham Cornelius hace un cameo en Hulk vs. Wolverine. Realiza experimentos con Wolverine durante el proceso de unión de adamantium. Además, cuando el Profesor Thornton fue atacado por Dientes de Sable, Deadpool hizo referencia a la muerte de Cornelius diciendo "Sabes, creo que lo último que él (el Profesor Thornton) dijo fue 'Aaargh, Dientes de Sable'".
- Abraham Cornelius apareció en X-Men Origins: Wolverine (2009) interpretado por David Ritchie. Su papel en esto es un científico de Arma X y asociado del Mayor William Stryker.

### Videojuegos
- Abraham Cornelius aparece en el videojuego X2: Wolverine's Revenge con la voz de Don Morrow. Esta versión del personaje es mucho más comprensiva que la corriente principal. Se le ve como un empleado de Arma X junto a Carol Hines. Ambos son enviados a su camino cuando Logan se enfrenta al profesor Thorton. Cuando Wolverine regresa a las instalaciones de Arma X para encontrar la cura para el virus de la cepa Shiva (que actúa como un dispositivo de seguridad implantado en los sujetos de prueba del Arma X), logra encontrar a Abraham Cornelius y Carol Hines en el Vacío (un centro de detención de máxima seguridad para criminales mutantes similares a la Bóveda) donde terminan dándole a Wolverine la información de la Parte A para la cura del virus de la cepa Shiva. Debido a que el Escudo del Vacío bloquea el contacto de Wolverine con el Profesor X cuando Abraham Cornelius declaró que el Escudo del Vacío previene cualquier vínculo psíquico con cualquier persona, Wolverine termina teniendo que dirigirse afuera para transmitirle la información. Antes de dirigirse al techo, Wolverine advierte a Abraham Cornelius y Carol Hines que Sabretooth está en el Vacío y que podría estar buscándolos.
- Abraham Cornelius aparece en la adaptación del videojuego de X-Men Origins: Wolverine con la voz de David Prince. Se menciona en los registros de trabajo en la Edición Uncaged y luego es asesinado por Wolverine durante su fuga cuando intenta secuestrar a una joven mutante para Stryker. También aparece como un personaje en la versión de Nintendo DS.